# Postleitzahl (Aserbaidschan)

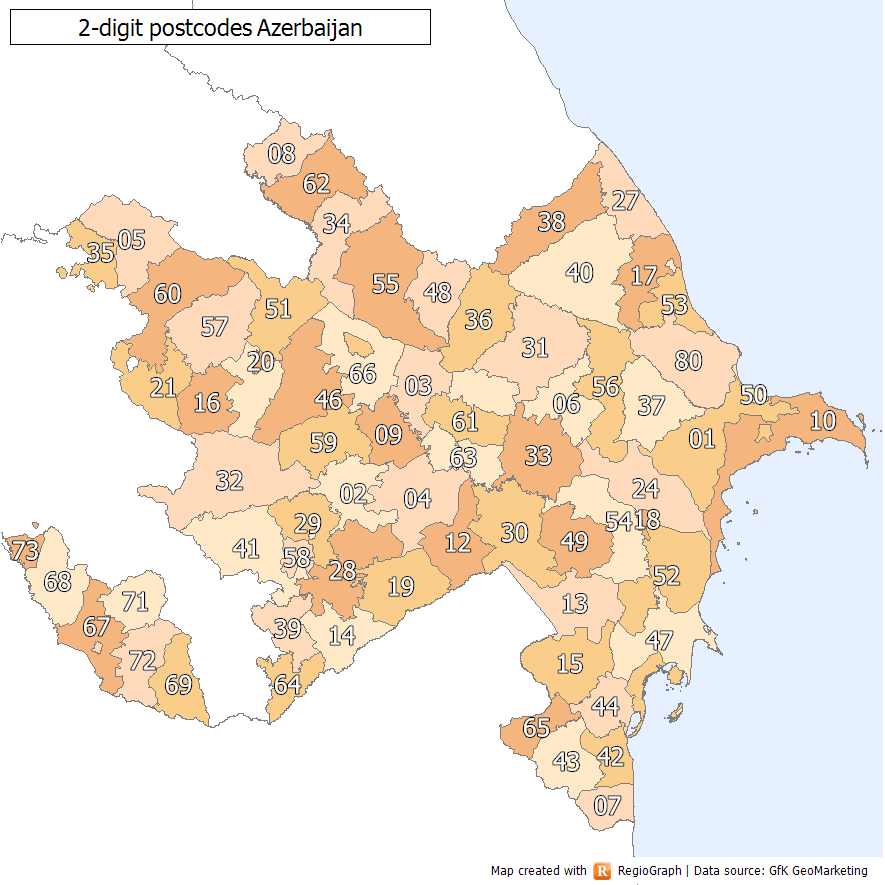
Postleitzahlen-Gebiete in Aserbaidschan nach den ersten beiden Stellen

Die aserbaidschanischen Postleitzahlen sind vierstellig. Es gibt keine Trennzeichen oder Absetzungen.
Die vierstellige Postleitzahl zeigt das landesweite Format AZ NNNN. Die ersten beiden Ziffern geben die Regionen Aserbaidschans im Einklang mit den modernen Verwaltungsabteilungen, einschließlich der Autonomen Republik Nachitschewan und Bergkarabach.

## Früheres System
Vor der Unabhängigkeit wurden die sechsstelligen sowjetischen Postleitzahlen im landesweiten Format 37NNNN benutzt, die im Jahr 1970 eingeführt wurden. Nach der Unabhängigkeit wurde die Struktur geändert, es wurden lediglich die ersten zwei Stellen, die in ganz Aserbaidschan einheitlich waren, fortgelassen. Die Postleitzahlen wurden somit vierstellig.